# 이종범 (1952년)
이종범(李鍾汎, 1952년 8월 15일 ~ , 경상북도 청도군)은 대한민국의 제2·3대 울산광역시의원이다.

## 학력
- 5년제 한국방송통신대학교 행정학과 학사 졸업

### 비학위 수료
- 명지대학교 사회교육대학원 지역사회개발학과 수료
- 명지대학교 사회교육대학원 최고관리자과정 수료

## 경력
- 무룡라이온스클럽 회원
- 지역사회문제연구소 소장
- 삼협환경 상무
- (재)울산 수경사 전우회 초대 회장
- 민주당 중앙당 노동대책위원회 위원
- 민주당 울산시당 남구 지구당 중앙 상무위원
- 한나라당 울산시당 남구 을 지구당 부위원장
- 1998.07 ~ 2002.06 제2대 울산광역시의회 의원
- 2002.07 ~ 2004.02 제3대 울산광역시의회 의원
- 바른정당 울산시당 남구 을 지구당 당협위원장

## 역대 선거 결과
| 선거명          | 직책명                         | 대수           | 정당     | 득표율 | 득표수   | 결과 | 당락                |
| --------------- | ------------------------------ | -------------- | -------- | ------ | -------- | ---- | ------------------- |
| 6·20 지방 선거  | 경상남도의원(울산시 제5선거구) | 4대            | 민주당   | 39.3%  | 9,978표  | 2위  | 낙선                |
| 제1회 지방 선거 | 경상남도의원(울산시 제5선거구) | 5대 (민선 1기) | 무소속   | 17.75% | 8,243표  | 3위  | 낙선                |
| 제2회 지방 선거 | 울산광역시의원(남구 제3선거구) | 2대 (민선 2기) | 한나라당 | 51.85% | 12,644표 | 1위  | 울산광역시의원 당선 |
| 제3회 지방 선거 | 울산광역시의원(남구 제3선거구) | 3대 (민선 3기) | 한나라당 | 73.42% | 17,839표 | 1위  | 울산광역시의원 당선 |